# 加尔泰利
加尔泰利（義大利語：Galtellì），是意大利撒丁大区努奥罗省的一个市镇。总面积56.82平方公里，人口2479人，人口密度43.6人/平方公里（2009年）。ISTAT代码为091027。